# ЁVOLUTIØN
『ЁVOLUTIΦN』（エボリューション）は、TЁЯRAの2枚目のオリジナルアルバム。2011年9月7日にKONAMIから発売された。

## 概要
- 前作『RЁVOLUTIФN』から約6年ぶりとなる作品。前作以降から発表されたコナミ音楽ゲーム関連の提供楽曲のフルアレンジバージョンと新曲を含む14曲を収録（一部前作収録曲のアレンジバージョンを含む）。
- 本作は初回限定盤と通常盤の2形態での発売であり、いずれもCDが2枚付属している。CDのDISC 2には前作に続きノンストップで複数の楽曲を一つに繋げた構成になっている。初回限定盤には収録曲「ЁVOLUTIΦN」のPVが収録されたDVDが付属しており、また初回限定盤、通常盤ともにコナミスタイル特典としてオリジナルアナザージャケットが付属している。前作はコナミスタイル限定発売であったが、本作はコナミスタイル販売を中心に、一般のCDショップ等でも購入可能であり、さらにiTunes Storeでも配信されている。

## 収録曲
全作詞：jun、編曲：NAOKI MAEDA

### CD（DISC 1）
1. 華爛漫 -Flowers-
  - 作曲：jun
2. Fantasia
  - 作曲：jun
3. 鏡花水月楼 (TЁЯRA Version)
  - 作曲：NAOKI MAEDA
4. THIS NIGHT (TЁЯRA Version)
  - 作曲：jun
5. masquerade
  - 作曲：jun
6. EDEN
  - 作曲：jun
7. 桃花恋情
  - 作曲：jun
8. Parasite World
  - 作曲：NAOKI MAEDA
9. 零 - ZERO -
  - 作曲：NAOKI MAEDA
10. LETHEBOLG 〜双神威に斬り咲けり〜
  - 作曲：jun
11. DIORAMATIC MOMENT
  - 作曲：NAOKI MAEDA
12. DoLL 〜Ballad Side〜
  - 作曲：jun
13. RЁVOLUTIФN
  - 作曲：NAOKI MAEDA
14. ЁVOLUTIФN
  - 作曲：jun

### CD（DISC 2）
- TЁЯRA'S NON STOP MEGAMIX ∞ EVOLVED

1. 序曲
2. 華爛漫 -Flowers-
3. THIS NIGHT (jubeat EDITION)
4. Fantasia
5. EDEN
6. RЁVOLUTIФN
7. REMINISCENCE//003 -destiny-
8. DoLL
9. CROSSROAD 〜Right Story〜
10. DIORAMATIC MOMENT
11. Parasite World
12. 零 -ZERO-
13. 桃花恋情
14. SUNKiSS♥DROP 〜jun Side〜
15. REMINISCENCE//002 -life-
16. LETHEBOLG 〜双神威に斬り咲けり〜
17. masquerade
18. ЁVOLUTIΦN

### DVD（初回限定盤のみ）
1. ЁVOLUTIФN（MUSIC VIDEO）
2. ЁVOLUTIФN（USAGI TANAKA EDIT）
3. MAKING OF ЁVOLUTIФN